# Фелісьєн Курбе
Фелісьєн Курбе (25 лютого 1888 — 20 грудня 1967) — бельгійський плавець і ватерполіст.
Бронзовий призер Олімпійських Ігор 1912 року, учасник 1908, 1920 років.